# Brasil Industrial Esporte Clube
Brasil Industrial Esporte Clube é uma agremiação esportiva da cidade de Paracambi, estado do Rio de Janeiro, fundada a 16 de julho de 1912. Atualmente disputa competições amadoras.

## História

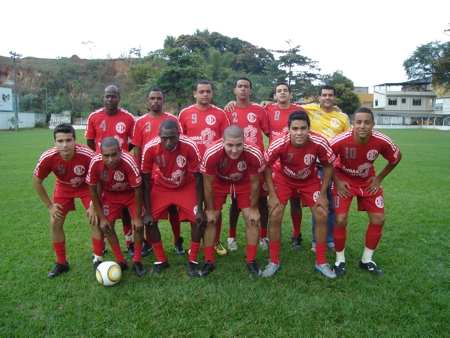
Equipe do Brasil Industrial

Nasce do idealismo de seis rapazes egressos do Bangu Atlético Clube, entre os quais cinco eram de origem inglesa e decidiram radicar-se em Paracambi, trazendo consigo, além de ideias novas e muita disposição para vencer, também o inseparável exemplar que continha todas as regras do futebol. Tão logo chegaram, após o período normal de adaptação, rapidamente transformaram um simples gramado em uma autêntica escola de aprendizagem do famoso esporte bretão.
Os saudosos pioneiros têm seus nomes gravados nos anais da história do clube, pelos méritos a eles atribuídos por terem dado início a prática o futebol, escrevendo páginas de glórias imorredouras e inenarráveis na então Vila de Paracambi: Clarence Hibs, Frederich Jacques, John Starck, Ernesto Bauer, Jersey Starck (mais conhecido como Gelson inglês) e Guilherme Gomes (sendo os cinco primeiros de nacionalidade inglesa), foram os pioneiros da divulgação em Paracambi das regras do Ësporte-Rei”.
E foi assim que a ideia tomou vulto e obteve logo a adição dos operários da Companhia Têxtil Brasil Industrial e a simpatia de seus diretores; a fundação se deu no dia primeiro de maio de 1912, com duas equipes formadas, tendo a integrá-las não só empregados da firma como também jovens que embora não tivessem vínculo empregatício, irmanaram-se aos demais para formar aquela que mais tarde viria se constituir numa das maiores glórias do futebol do estado do Rio de Janeiro.
As reuniões do clube eram realizadas em casas de famílias solidárias ao evento como também nas residências dos próprios fundadores, destacando-se como local de maior freqüência a residência da tradicional família Bittencourt.
No jogo de estreia o Paracambi F. C. formou da seguinte maneira: Leandro, Jacques e Justino, Fiuzinho, Adolpho e Badu, Zézinho, Gentil, Carlos Costa, José Telles e Ciliatote. Árbitro da partida: José Curtinhas que por sinal, além de Ter sido o primeiro juiz, consagrou-se como o mais eficiente, brilhando intensamente durante muitos aos na espinhosa função. O primeiro adversário foi o Pereira Passos F. C. (da Gamboa), e o primeiro gol foi feito por José Cândido Costa Côrtes (Belego).

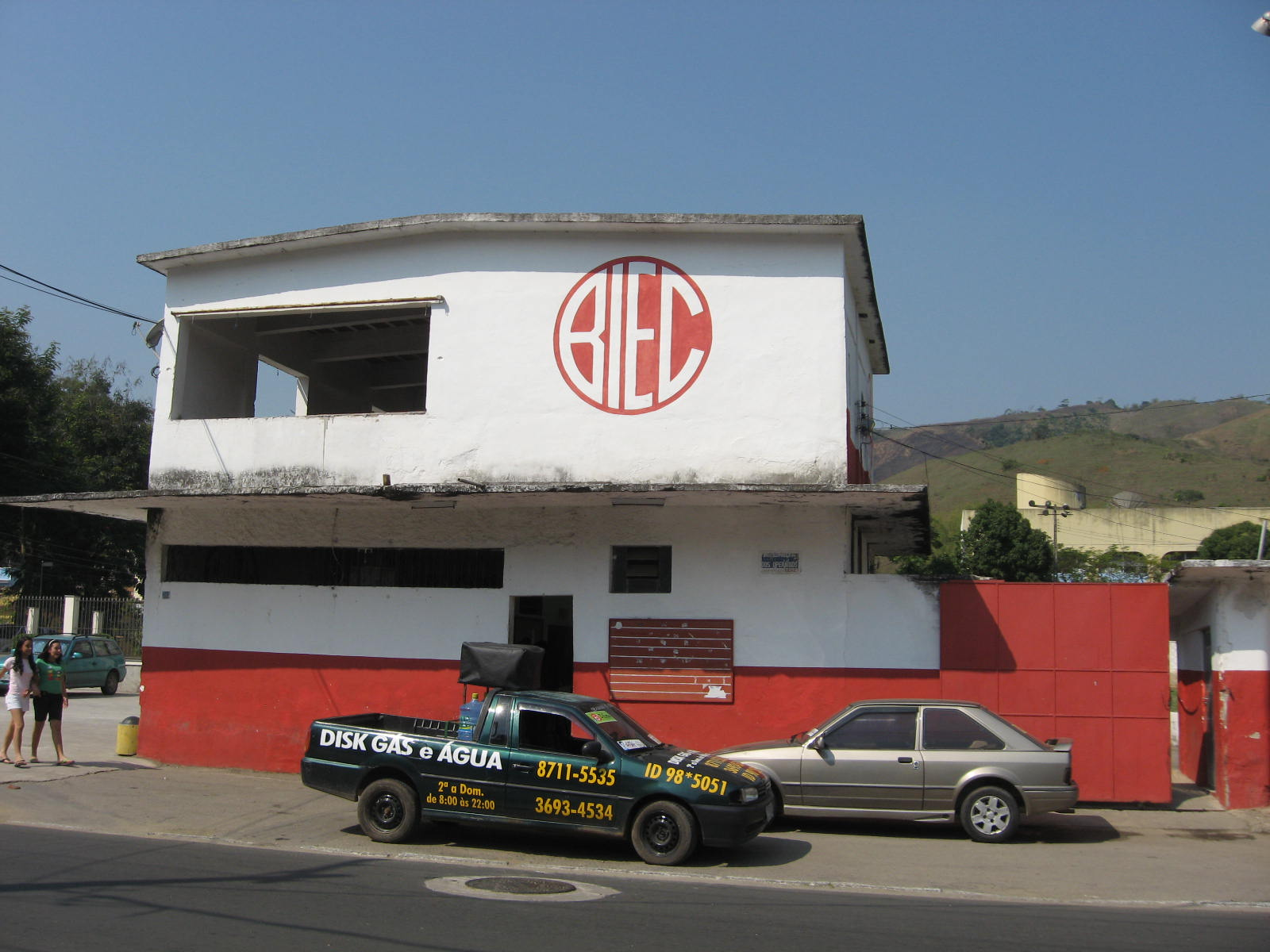
Sede do Brasil Industrial Esporte Clube

Mário Torrente, fundador e também atleta, foi o primeiro presidente, embora não tivesse ainda sido elaborado o estatuto do clube. Na história do Paracambi F. C., hoje Brasil Industrial, há uma relação incomensurável dos personagens que tiveram participação direta na criação do referido clube a tornar-se difícil e até mesmo impossível enumerá-las nominalmente na sua totalidade mas dentre desmedido número de abnegados fundadores, destacamos os seguintes: Clarence Hibs, Frederich Jacques, John Starck, Ernesto Bauer, Jersey Starck (mais conhecido como Gelson inglês) e Guilherme (também conhecido como Guilherme inglês), Antonio Amorim, Mário Torrente, José de Lima, Antonio Moreira, Brígido de Oliveira Gama, Eustórgio Silva, Agostinho Inácio da Silva, Ciliatote Lavra, Benedito Coelho, Leopoldo Bonfim, Domingos Amorim (conselheiro), José Cândido Costa Côrtes (Belego), Francisco Costa, José Telles, Manoel Vilasboas, Francisco Fernandes Tupacinunga, Adolpho Alonso, João Costa, Justino Silva, João Soares, Joaquim Barbosa (jacaré), Enéas Soares, Plínio Monteiro, Jazão Telles, José Bemol e outros fundadores, apenas conhecidos pelos respetivos nomes ou simplesmente cognomes, como por exemplo: Badu Thomaz, Antonio (surdinho), Fiuzinho, Euzébio, Borges, Miltinho, os quais contaram com a aquiescência dos diretores da fábrica de tecidos, naquela época, Drs. Joaquim Guedes de Moraes Sarmento e Dominique Level.
Existe ainda um fato que tem gerado dissensões quanto a exatidão da data da fundação do clube, todavia em parte não deixa de proceder a tese real invocada por alguns, os quais apenas admitem a de 1 de maio de 1912, e que realmente confere com a verdade; entretanto, somente no dia 12 de julho de 1912 ficaram prontos os estatutos, o primeiro do clube, cujo teor era uma cópia da do Bangu Atlético Clube, entrando em vigor no dia 16 de julho do mesmo ano, quando então foi formada e empossada a primeira diretoria com base o referido regulamento, daí, a razão de cada uma das partes, porém para efeitos jurídicos, indubitavelmente que há de prevalecer perante a lei em atenção ao Capítulo X, artigo 1º do estatuto, o seguinte: Brasil Industrial Esporte Clube (antigo Paracambi F. C.), fundado em 16 de julho de 1912 em Paracambi, 3º distrito do município de Itaguaí, estado do Rio de Janeiro, com sua praça de esportes instalada no 7º distrito do município de Vassouras (Tairetá) e sede provisória à rua Dr. Barcellos no.2, no 3º distrito do município de Itaguaí, tendo o clube duração indeterminada, foi este fundado com o nome de Paracambi F. C., constando no parágrafo 1º do mesmo que o Brasil Industrial Esporte Clube (antigo Paracambi), é uma sociedade civil e desportiva, tendo por finalidade promover entre seus sócios a prática de toda sorte de jogos e exercícios atléticos, bem como outras diversões que com ele tenha relações diretas ou conseqüentes.
O estatuto em tela foi aprovado por ocasião da reunião datada de 12 de julho a 16 de julho de 1912, com base no mesmo foi empossada a primeira diretoria, daí as divergências de opiniões surgidas. Eis os nomes que constituíram a primeira diretoria a partir da data em epígrafe:
- Presidente de Honra: Dominique Level;
- Presidente Executivo: Francisco Fernandes Tupacinunga;
- Secretário: Manoel Vilasbôas;
- Tesoureiro: Clarence Hibbs;
- Fundadores: Frederich Jacques, John Starck e Ernesto Bouer;

O uniforme oficial constituiu-se das camisas de mangas compridas e punhos, colarinhos, listras verticais vermelhas e brancas, calções brancos e meias vermelhas e brancas em listras horizontais. O primeiro campo funcionou em frente ao pátio interno da fábrica de tecidos (Companhia Têxtil Brasil Industrial), alguns meses depois foi transferido para um local distante do anterior cerca de 300 metros, em virtude dos dirigente daquela empresa julgarem inconveniente a permanência do mesmo naquele local pois alegavam na ocasião que os empregados tinham suas atenções voltadas para os treinos e os jogos, postando-se as janelas para apreciá-los e, consequentemente, prejudicava o rendimento normal dos trabalhadores principalmente nos dias de jogos, em detrimento da produção de cada um (naquela época os operários trabalhavam também aos domingos). Foi então o campo afastado para o local mencionado e posteriormente, isto é, em 1914, foi o mesmo transferido para o local onde hoje ergue-se o Grupo Escolar Presidente Rodrigues Alves, ali permanecendo até 1937.
Em 1922, houve um acontecimento marcante que até os dias atuais é objeto de comentários por parte dos remanescentes daquela época. A exemplo do que ocorre o antigo Distrito Federal, envolvendo personagens que integravam o Fluminense Futebol Clube e que culminou com a fundação do Clube de Regatas Flamengo (15 de novembro de 1895), aconteceu também em Paracambi a famosa e discutida dissidência de membros que compunham o Paracambi F. C.

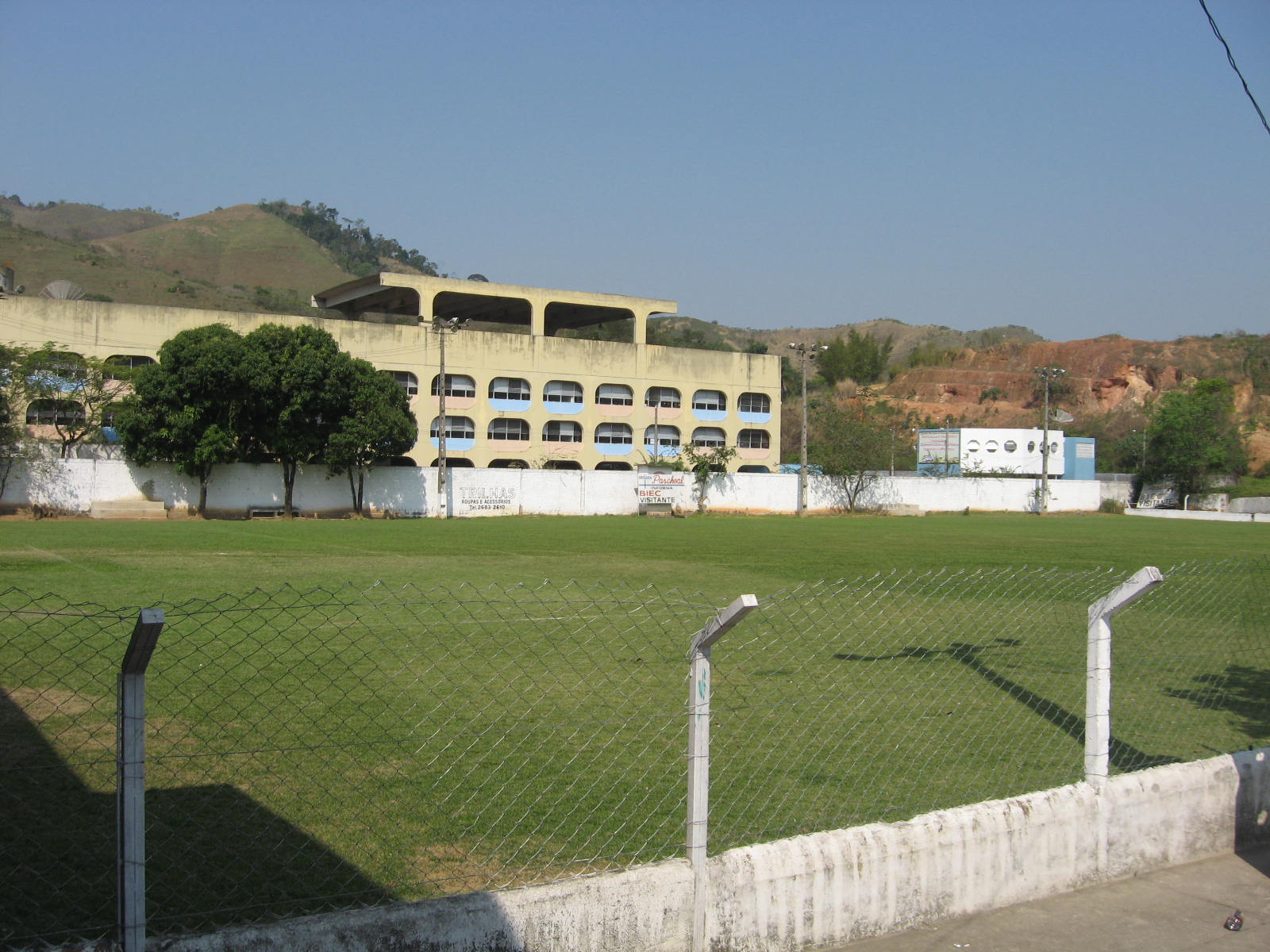
Estádio José Romeiro Cardoso Neto (UCA)

Existem duas versões para o fato: a primeira diz respeito ao desentendimento havido entre um grupo de fundadores em virtude dos diretores da fábrica não permitirem na época que nenhum sócio estranho à empresa exercesse cargos na diretoria do clube. A segunda, versa sobre o desaparecimento de uma “corbeille” da sede social, de lá retirada sem permissão pelos membros componentes do referido grupo para ornamentar o palco onde se exibiria uma companhia de teatro de passagem por esta cidade, cujas apresentações, a exemplo de tantas outras que por aqui passaram, tinham como local um prédio existente na rua Dominique Level onde funcionava o antigo cinema. Todavia, há quem diga que o fato de alguns rapazes pertencentes a esse grupo haverem arrombado a porta da sede para apanhar uma bola para organizarem uma pelada, tornou-se o verdadeiro estopim que culminou com a eclosão da crise.
Tendo a diretoria tomado conhecimento de que fora a sede (localizada na época onde está situado o atual campo) invadida pelo citado grupo, imediatamente reuniu-se para apreciar o caso em toda a sua extensão, tendo os dirigentes na ocasião, aplicado aos faltosos rigorosa punição com a suspensão de todos por trinta dias. O fato e que, por um motivo ou outro, os rapazes insurgiram-se contra as medidas aplicadas (proibitivas e punitivas), e que deu lugar à dissidência dos membros implicados, os quais foram acompanhados nas suas atitudes por alguns jogadores. É incomensurável o número de personagens que tomaram parte ativa no referido movimento e os que mais se salientaram ou podem ser lembrados, figuram os seguintes: Francisco Nunes (Chiquinho bagunça), Daniel Mesquita (Baianinho), Caniço, Messias, Gentil Costa, Ari de Souza, Nair Ramalho, Jazão Telles, João Costa, Vanderlino Silveira, João Soares (Joca patureba), José Ponciano, José de Lima e outros, que irredutíveis às suas decisões, desligaram-se do Paracambi F. C. e fundaram então o Tupy Sport Club, no dia 1 de janeiro de 1922, nascendo desse modo o mais tradicional e ferrenho rival do Paracambi F. C., rivalidade essa que ainda hoje perdura.
Por paradoxal que possa parecer, pois esperava-se que o declínio do clube fosse inevitável, eis que o Paracambi que já se impunha no cenário futebolístico do Estado do Rio, principalmente na baixada fluminense, agigantou-se mais ainda e na sequência de jogos que sustentou após a dissidência no confronto direto com o seu tradicional adversário, ostentou uma invencibilidade invejável que perdurou até 1955. Fala-se que após a dissidência, Vanderlino Silveira que era comerciante estabelecido na rua Dominique Level e integrante do grupo dissidente, sofreu o maior boicote da história comercial em Paracambi, porquanto sua loja que era das mais procuradas deixou de sê-la em função do descontentamento de seus fregueses, dos quais cerca de 80 % eram adeptos do Paracambi F. C. e operários da fábrica; com isso Vanderlino foi forçado a cerrar as portas do estabelecimento, tendo mais tarde por força das necessidades surgidas ingressado na Fábrica de Tecidos Maria Cândida como motorista e, posteriormente, na Cia. Têxtil Brasil Industrial e consequentemente regressado ao clube onde jogou por muitos anos ainda.
Comenta-se também que pouco tempo depois da fundação do Paracambi foi fundado um clube com o nome de Guarani F. C. e que pouco tempo durou em virtude dos seus jogadores, Gentil Côrtes, Aldo Rego, Luiz Vital, Artur (pé de anjo), Celso Côrtes, Tonguinha e outros, terem na época deixado o Guarani e ingressado no Paracambi.
O Paracambi F. C. (hoje Brasil Industrial), nasceu sob o signo das grandes conquistas e fadado a promover os grandes acontecimentos cuja repercussão transpôs as fronteiras do Estado, alcançando os pontos mais longínquos do país. Em 1926, o Paracambi F. C. conquistou uma das mais expressivas vitórias, ao derrotar por 2X1 o São Cristovão de Futebol e Regatas, campeão carioca daquele ano.
Por intermédio de Silvio Tupassinunga, o centro-avante conhecido por “Tanck”, envergou por muitas vezes a jaqueta do Paracambi F. C.. “Tanck” outro não era senão o famoso “Nonô”, que mais tarde, após deixar o Palmeiras (DF), ingressou no C.R. Flamengo. Outro que também atuou pelo Paracambi F. C.: Brôa, vinculado na época ao Bangu A.. C. e bem assim, Joãozinho, Caratório, Gasolina e Gramofone, todos eles integrantes do Andaraí F. C.. Consta que os duelos mais renhidos e sensacionais travados em Paracambi, tiveram como protagonistas Nelinho (zagueiro) do Paracambi F. C. e Welfayre (atacante) do Frigorífico Atlético Clube e que era um dos diretores do Frigorífico de Mendes (ANGLO) e vinculado como jogador ao Fluminense F. C. (DF).

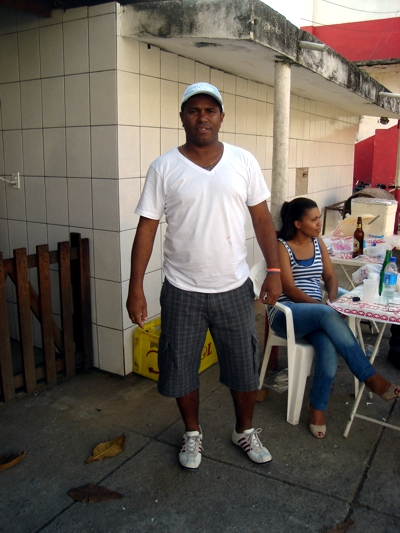
Romeiro Teixeira de Menezes, ex-atleta do clube e ex-presidente.

Em 1936, atendendo a proposição de Graciano Xaves, o presidente da CTBI e presidente de hora do clube, senhor Antonio Botelho Junqueira, autorizou a transferência do campo para o lado oposto da Av. dos Operários, em cujo local existia uma chácara e por onde passava o rio Pará e nas imediações do mesmo uma casa onde funcionava a sede do clube. Em virtude da necessidade de desviar o curso do rio, foi também necessária a execução de um aterro aquela área. Os trabalhos foram entregues à responsabilidade de Carlos Givaneli, que devidamente autorizado, iniciou então a demolição de uma cerca existente no alto de um morro denominado “Morro do Parque” e com o zinco de lá retirado promoveu a construção da cerca que ainda hoje contorna as dependências do atual campo.
Em 1937, aconteceu então a mudança do campo e ao mesmo tempo promoveu-se também a troa do nome primitivo pelo de Brasil Industrial Esporte Clube, o mesmo acontecendo com referência ao uniforme que passou a usá-lo, ou seja: camisas vermelhas com golas e frisos brancos e de mangas curtas, emblema em forma de circunferência do lado esquerdo com as iniciais B.I.E.C., calções brancos e meias com listras horizontais vermelhas e brancas. Foi mais um acontecimento marcante na vida do clube que também provocou discordância e protestos. Entretanto, aos descontentes, foram apresentados argumentos convincentes de que o clube ostentaria daquela data em diante o nome da empresa em troca de melhores condições para o soerguimento do mesmo, o que significava dizer que o clube faria a propaganda da indústria e por isso mesmo seus diretoria dariam a ajuda necessária para evidentemente, fazer com que o clube progredisse sem que houvesse necessidade de sacrifício pessoal dos seus adeptos e diretores; isso aconteceu no dia 7 de setembro de 1937.
Embora tenha mudado de nome em 1937 ainda hoje, inúmeros desportistas preferem chamá-lo Paracambi F. C.; naturalmente, uns por desconhecer a mudança do nome em virtude de muitos aos ausente do lugar e outros, certamente remanescentes daquele inesquecível grupo de fundadores ou mesmo adeptos e simpatizantes desde os primeiros aos de sua fundação. Existia também em Paracambi, uma agremiação denominada Malandrinha F. C. que foi extinta; a exemplo do Guarani, da mesma forma o Malandrinha deixou de existir em virtude dos seus astros de primeira grandeza terem se desligado para ingressar no Brasil Industrial, e esses rapazes, formaram uma das maiores equipes que o Estado do Rio já conheceu e que adquiriram conceito respeitável e admirável por toda a baixada fluminense envergando a jaqueta do alvi-rubro de Paracambi, na época autêntica máquina de jogar futebol, quer como Paracambi, quer como Brasil Industrial, a tradição é uma só; como Paracambi viveu e como Brasil Industrial vive a cada década, apresentava e continua revelando aos olhos dos seus admiradores safras de valores do mais alto gabarito técnico.
Defrontou-se com clubes da mais alta categoria e dentre eles podemos registrar: Bangu Atlético Clube, Andaraí Atlético Clube, Confiança Atlético Clube, Madureira Esporte Clube, Campo Grande Atlético Clube, Club de Regatas Vasco da Gama (misto), America Football Club (duas vezes o quadro titular e misto uma vez), Club de Regatas Flamengo (misto), Fluminense Futebol Clube (misto), Botafogo de Futebol e Regatas (juvenis), Palmeiras (de Vila Isabel, formado por vários profissionais), São Cristovão de Futebol e Regatas (1926), Rosita Sofia, Oriente Atlético Clube, Associação Atlética Nova América, entre outros. 

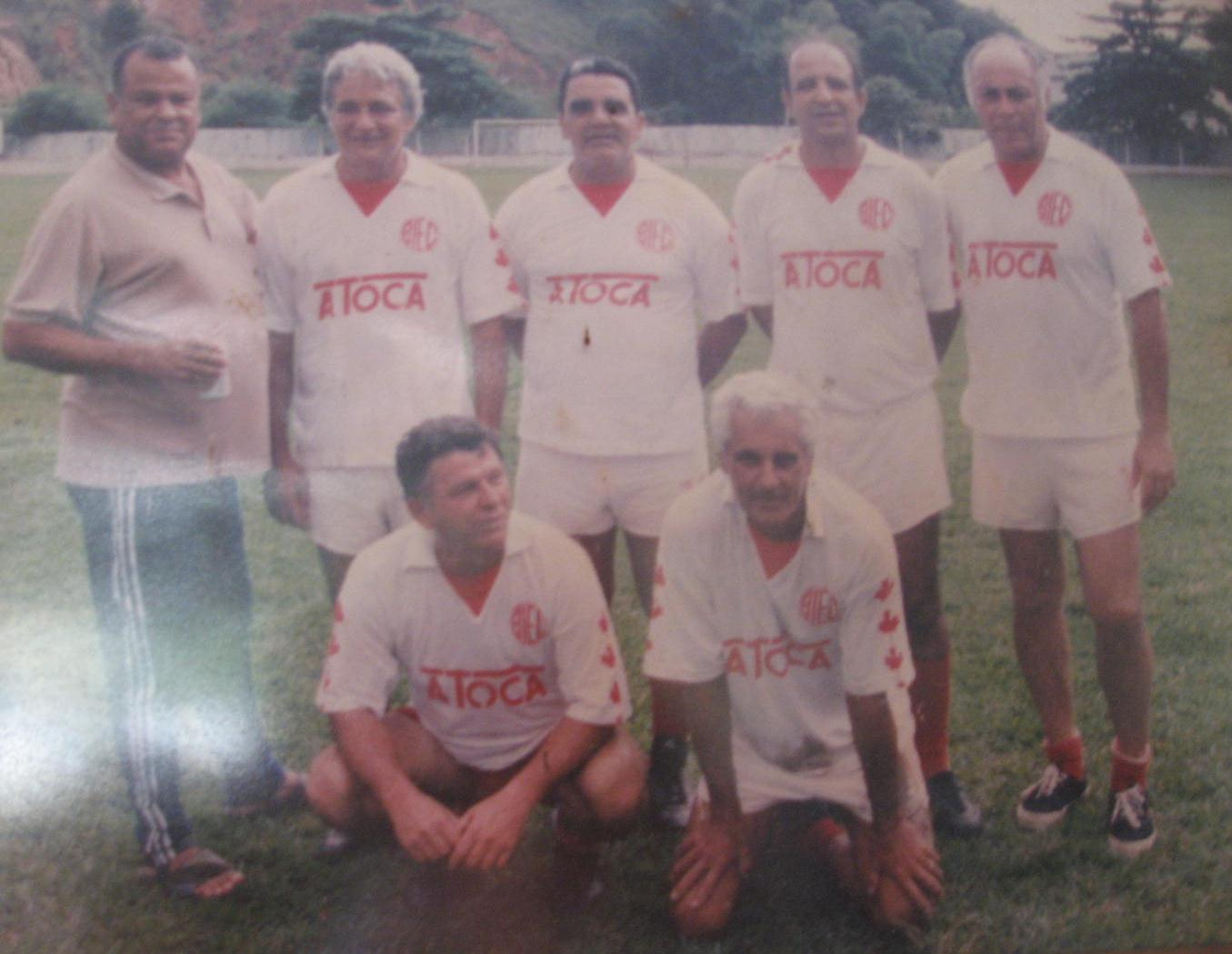
Veteranos do Brasil Industrial

Em 1950, sustentou um duelo memorável com o América F. C. (vice-campeão carioca), forçando-o ao recuo para garantir o escore de 2X1 que lhe era favorável, devendo-se ressaltar que o time da rua Campos Sales (naquela época) trouxe a sua força máxima, ou seja: Osni, Joel e Osmar, Rubens, Osvaldinho e Godofredo (Ivan), Natalino (Nivaldini), Maneca, Dimas, Ranulfo e Jorginho.
Ora vencendo, ora perdendo, seu prestígio sempre permaneceu intacto, porquanto na Segunda hipótese sempre valorizou os triunfos adversários com pressões inenarráveis. Várias foram suas formações e todas compostas de verdadeiros astros e entre tantos podemos destacar: Guarim, João de Castro e Nora, Baiano, Praxedes e Préa, Toninho, Fifi, Juvenil, Ézio e Cotia, isso na década de 1930; Antenor Nunes de Abreu (Nôzinho) e Hélio F. da Silva, grandes atacantes do passado também marcaram época integrando outra formação apenas um pouco diferente.
Na década de 1940, predominou a seguinte formação: Guarim, Nora e João de Castro, Djalma Lambique, Preá e Vavau, Toninho, Fifi, Juvenil, Ézio e Cotia. Menção Especial para os seguintes trios finais: Leandro, Brígido e Moreira (1912), Guarim, Noca e João de Castro, Guarim, João de Castro e Clodomiro, Guarim, Nora e João de Castro, Aldoredo, Betinho e João de Castro (1930).
A partir de 1950, novas constituições surgiram, como por exemplo: Zezé, Gigica e Solomar (ou Julinho e Solemar Cortes), Ary, Lambique, Preá e Vavau, Newton, Célio, David, Lauro (Eltinho) e Nilson. Em 1955, Carvoeiro, Lino e Solomar, Wilson Paraquedista, Preá (Eltinho) e Vavau, Tonico, Célio, Romeu, Nilson e Jorginho. Em 1913, era esse o trio final: Aldoredo, Artur e João Costa. Na década de 1940, possuía o Brasil Industrial uma equipe que inspirou o saudoso Nair Ramalho, agente da estação de Paracambi e que era locutor do Serviço de Alto-Falantes Tupan Jornal, cognominá-lo “Gigante da Baixada Fluminense”. Quadros: Mão de Onça, Gigica e Solemar Cortes, Djalma Alambique, Preá e Vavau, Newton, Célio, David, Lauro e Nilson. Figuravam ainda: Eltinho, Tonho, Ary, Aderbal, Mundica, Zezé e outros. João Fernandes Diniz (Bananeiro, na intimidade), diretor de esportes tantas vezes, foi também um excelente goleiro que marcou época nas grandes e diferentes formações do Brasil Industrial.
Em 1952, filiou-se à Liga Vassourense de Desportos e naquela temporada, competindo oficialmente pela primeira vez em campeonatos, logrou conquistar o título de Campeão Vassourense sob o comando de José Augusto dos Santos (Penetra), com apenas uma derrota. Campanha: venceu o Fluminense no turno por 3X0 e perdeu no returno por 2X1 em Vassouras; venceu o Tupi por 4x0 no turno e por 2x1 no returno, por sinal este jogo consagrou o ponteiro esquerdo Romeiro, naquela época conhecido apenas como Uca, que mais tarde viria constituir-se em grande artilheiro do América e posteriormente sagrar-se campeão pela S. E. Palmeiras em 1959 (melhor de três), assinalando o gol da vitória sobre o Santos F. C., o gol Dom campeonato), e finalmente sobrepujou o Vassourense por 3X2 e a decisão do campeonato (peleja final realizada em Vassouras), derrotou o Vassourense por 3X1. Eis uma das formações durante o campeonato Vassourense: Mão de Onça, Gigica (Ary) e Solemar, Lambique, Preá e Vavau, Mundica, Eltinho, David, Albino e Campana.
O clube das cores vermelha e branca foi um dos representantes do antigo Campeonato Fluminense de Futebol Profissional, antes da fusão dos estados da Guanabara e Rio de Janeiro. Disputou esse campeonato em 1943, 1944 e 1954.
Em 1954, se classifica na 2ª Zona para a fase final juntamente com Central Sport Club e Royal Sport Club, ambos de Barra do Piraí. Mas o campeão foi o Clube dos Coroados e vice o Royal Sport Club.
A volta ao profissionalismo só se daria, em 1995, na Terceira Divisão de Profissionais, quando se sagra o quarto colocado, atrás somente de Tio Sam Esporte Clube, Belford Roxo Futebol Clube e Estrela da Serra Futebol Clube. Desde então, disputa apenas o campeonato amador de sua cidade. Seu maior rival é o Tupy Sport Club.

## Títulos
- 1952 – Campeão Vassourense (L.V.D.) – aspirantes e amadores;
- 1955 – Vice-Campeão de profissionais do Estado do Rio na “Chave A”;
- 1957 – Vice-Campeão de Itaguaí (Liga Desportiva de Itaguaí) – amadores;
- 1957 – Campeão de Itaguaí (Liga Desportiva de Itaguaí) – aspirantes;
- 1958 – Campeão de Itaguaí (Liga Desportiva de Itaguaí) – amadores;
- 1958 – Campeão de Itaguaí (Liga Desportiva de Itaguaí) – aspirantes;
- 1959 – Bicampeão de Itaguaí (Liga Desportiva de Itaguaí) – amadores;
- 1959 – Tricampeão de Itaguaí (Liga Desportiva de Paracambi) – aspirantes;
- 1961 – Campeão de Paracambi (Liga Desportiva de Paracambi) – aspirantes;
- 1961 – Vice-Campeão de Paracambi (Liga Desportiva de Paracambi) – amadores;
- 1963 – Vice-Campeão da Cidade – categoria de aspirantes;
- 1963 – Terceiro lugar – categoria de amadores;
- 1964 – Terceiro lugar – Torneio Pentagonal – amadores;
- 1964 – Vice-Campeão – Torneio Pentagonal – aspirantes;
- 1965 – Vice-Campeão da Cidade – amadores e aspirantes;
- 1968 – Vice-Campeão da Cidade – categoria de aspirantes;
- 1968 – Campeão Invicto – categoria de amadores;
- 1969 – Campeão da Taça da Cidade – categoria de aspirantes;
- 1970 – Campeão da Cidade – amadores e aspirantes;
- 1971 – Vice-Campeão da Cidade – amadores e aspirantes;
- 1971 – Campeão Invicto – Taça da Cidade – amadores;
- 1971 – Campeão da Taça Aldalho de Mello – aspirantes;

Obs.: nos anos de 1962, 1966 e 1967 não houve campeonatos.

## Hino do Clube
Letra e Música: Sylvio de Carvalho

Brasil Industrial
É o meu clube de amor imortal
As cores do teu pavilhão
São as cores do meu coração
O Branco é Amor e Paz
E o Rubro é a cor do sangue do meu ser!
Brasil Industrial és o celeiro
do Escrete Brasileiro, cujo lema é só vencer!
Teu nome ultrapassou nossa fronteira
e a terra brasileira
Bem conhece a tua tradição
Tua bandeira, Deus assim quiz:
É glória, é amor neste País!
Brasil Industrial,
Teu destino há de ser triunfal
O tempo, na sua glória
É testemunha da tua História
Enquanto lá no gramado, 
rola a bola, o Bem-Amado.
grita a galera em vozes mil:
Brasil! Brasil! Brasil!

## Estatísticas

### Participações
| Competição | Temporadas | Melhor campanha    | Estreia | Última | P | R |
| ---------- | ---------- | ------------------ | ------- | ------ | - | - |
| Série C    | 1          | 4º colocado (1995) | 1995    | 1995   | – |   |